# Vjekoslav Kobešćak
Vjekoslav Kobešćak (Zagreb, 20. siječnja 1974.), hrvatski vaterpolist, osvajač srebrne medalje na Olimpijskim igrama u Atlanti 1996. godine. Sin prvog predsjednika Hrvatskoga vaterpolskog saveza Vlade i brat hrvatskoga vaterpolskog reprezentativca Darija.
Od početka ožujka 2015. trener je dubrovačkog Juga. Na klupi Juga 2016. je osvojio sva četiri trofeja: hrvatski kup, Jadransku ligu, hrvatsko prvenstvo i Ligu prvaka.

## Životopis
3. veljače 2000. osuđen je na zagrebačkomu Općinskom sudu na kaznu zatvora u trajanju jedne godine, uz rok kušnje od četiri godine, te mu je dosuđena i sigurnosna mjera zabrane upravljanja motornim vozilom u trajanju od 4 i pol godine. Osuđen je zbog teške prometne nesreće koja se dogodila 6. studenoga 1993. i u kojoj je poginula njegova suvozačica Marijana Matošin.